# Andreas Duplantis
Andreas Duplantis, född 2 maj 1993, är en svensk-amerikansk stavhoppare.
Duplantis är äldre bror till stavhopparen Armand Duplantis. Han är uppvuxen i USA och son till före detta stavhopparen Greg Duplantis (personbästa 5,80) och svenska Helena Duplantis (född Hedlund), som även hon är tidigare friidrottare.
Vid junior-EM i Tallinn i Estland år 2011 kom han på 9:e plats i finalen. Han har även representerat Sverige i UVM i Italien 2009 (15:e plats), JVM i Barcelona 2012 (10:a), JEM Finland 2013 (21:a) samt en ungdomslandskamp år 2009, där han vann. Andreas Duplantis, som tävlade för IK Stål i Avesta, noterade tredje bästa resultatet för en svensk stavhoppare både år 2012 (5,32) och 2013 (5,30).

## Personliga rekord
Utomhus 
- Stavhopp – 5,36 (Austin, Texas, USA, 29 mars 2013)[1][6]

Inomhus 
- Stavhopp – 5,42 (Fayetteville, Arkansas, USA, 24 februari 2013)[1][6]